# Sergio Alonso
Sergio López-Andújar Alonso, noto semplicemente come Sergio Alonso (Madrid, 10 febbraio 1978), è un dirigente sportivo ed ex giocatore di calcio a 5 spagnolo.

## Carriera

### Giocatore

#### Club
Portiere di stazza, ha esordito nella massima divisione spagnola nella stagione 1994-1995 con il Marsanz Torrejón con cui ha disputato due stagioni, per poi rimanere a Madrid ma sulla sponda Boomerang Interviu, anche se solo per una stagione. Dopo due stagioni al Carnicer Torrejón Fútbol Sala, Alonso si è poi trasferito al Boomerang di nuovo, che ha lasciato al termine della stagione 2000-01 per passare all'ElPozo Murcia con cui è rimasto cinque stagioni vincendo due coppe di Spagna, una Coppa delle Coppe e venendo votato due volte miglior portiere della División de Honor. Nel 2006-07 passa al Polaris World Cartagena con cui disputa una semifinale di campionato. Al termine della stagione, a causa dei problemi societari del Cartagena, si accasa al Playas de Castellón. Nel maggio del 2008 annuncia il suo ritiro, dovuto al ripresentarsi di alcuni problemi cardiaci che lo avevano costretto operarsi e rimanere fermo per un'intera stagione durante la permanenza a Murcia.

#### Nazionale
Alonso ha debuttato nella nazionale spagnola il 22 ottobre 2001 in Spagna-Portogallo 3-2. Complessivamente, ha raccolto 36 presenze e preso parte al campionato europeo 2003 in cui i diavoli rossi hanno raggiunto le semifinali.

### Dirigente
Dopo il ritiro è entrato nei quadri dell'associazione spagnola che tutela i diritti dei giocatori di calcio a 5 (AJFS), arrivando a ricoprire la carica di segretario generale.